# Omari Jones
Omari Lamon Jones (7 de noviembre de 2002) es un deportista estadounidense que compite en boxeo.
Participó en los Juegos Olímpicos de París 2024, obteniendo una medalla de bronce en la categoría de 71 kg. Ganó una medalla de plata en el Campeonato Mundial de Boxeo Aficionado de 2021, en la categoría de 67 kg.

## Palmarés internacional
| Juegos Olímpicos   | Juegos Olímpicos  | Juegos Olímpicos  | Juegos Olímpicos |
| Año                | Lugar             | Medalla           | Categoría        |
| ------------------ | ----------------- | ----------------- | ---------------- |
| 2024               | París (Francia)   | Medalla de bronce | 71 kg            |
| Campeonato Mundial |                   |                   |                  |
| Año                | Lugar             | Medalla           | Categoría        |
| 2021               | Belgrado (Serbia) | Medalla de plata  | 67 kg            |